# Thrips angusticeps
Åkertrips (Thrips angusticeps), är en insektsart som beskrevs av Jindřich Uzel 1895. Thrips angusticeps ingår i släktet Thrips och familjen smaltripsar. Arten är reproducerande i Sverige.

## Biologi
Åkertripsen har två generationer per år. Den första övervintrar och kommer fram på våren.  Då den har reducerade flygvingar är det viktigt att det vid uppkomsten finns passande föda i närheten. Den andra generationen upkommer under högsommaren och kan flyga. Den vuxna insekten är ca 1 mm lång, smal och mörkbrun till färgen. Larven är först vitgul och senare orangegul.

## Förekomst
Åkertrips upptäcktes i Sverige första gången 1922 då den gjorde sporadiska angrepp på kålväxter. Den har sedan fått vidsträckt spridning i de södra delarna av landet och blivit en regelbunden skadegörare på oljeväxter, lin och sockerbetor. Den trivs bäst vid under varma torra somrar och torra höstar och det är under dessa omständigheter som den uppförökas bäst. Vid tidiga angrepp på oljeväxter blir bladen sked- eller skålformade. Angripen vävnad blir ofta silverskimrande. 
Inga underarter finns listade i Catalogue of Life.

## Bekämpning
Tidiga angrepp på groddplantor kan resultera i att plantornas tillväxt blir starkt hämmad. Den viktigaste förebyggande åtgärden som finns är betat utsäde Betningen skyddar plantan upp till 1-2 örtblad. Om tripsarna återfinns eller har skadat 50 % av  plantorna i ett tidigt stadium sätts kemisk bekämpning in. Detta sker då med pyretroider.